# Trościaniec Mały
Trościaniec Mały (ukr. Тростянець) – wieś w obwodzie lwowskim, w rejonie złoczowskim na Ukrainie. Do 1934 w II Rzeczypospolitej miejscowość była siedzibą gminy wiejskiej w powiecie złoczowskim województwa tarnopolskiego.

## Położenie
Na podstawie Słownika geograficznego Królestwa Polskiego i innych krajów słowiańskich Trościaniec Mały to: wieś w powiecie złoczowskim, położona 12 km na wschód od sądu powiatowego, stacji kolejowej i urzędu poczty i telegrafu w Złoczowie.